# Youssef Rzouga
Youssef Rzouga (in arabo يوسف رزوقة‎?; Ksour Essef, 21 marzo 1957) è un poeta tunisino, considerato uno dei maggiori poeti dell'Africa del Nord.
I suoi versi sono caratterizzati da una notevole tensione espressiva e da un approccio poetico innovativo e provocatorio. Le sue poesie sono raccolte in un volume ma ha pubblicato diversi altri libri.

## Opere
In arabo:
- Destinto per mia tristezza/1978
- Programma di rosa/1984
- La bussola di Youssef, il viaggiatore/1986
- Il Lupo in Verbo/1998
- Il paese tra due mani/2000
- fiori di biossido della storia/2001
- Dichiarazione di stato d'emergenza/2002
- La farfalla e la dinamite/2004
- Yogana(il libro di Yoga poetico)/2004
- Terra zero/2005

In francese:
- Le fil(s) de l'araignée: Il figlio del ragno/2005
- Yotalia: Yotalia (con Hera Vox)/2005
- Mille et un poèmes: Mille e uno poema (con Hera Vox)/2005
- Le jardin de la France: Il giardino de la Francia/2005
- Tôt sur la terre: Presto sul terra/2006

## Analisi critiche
- Khaled Mejri e Chawki Anizi: Giardino e dintorni (Itinerario di Youssef Rzouga/biografia)
- Ezzeddine Madani: La poesia di Rzouga e la lingua dall epoca in"Dichiarazione di stato d'emergenza".
- Meher Derbel e Abderrazzak Kolsi: La poesia e la Globalizzazione in "Fiore di biossido di Storia".
- Houyam Farchichi: L'orchestra di Poeta in "Dichiarazione di stato d'emergenza".
- Hafedh Mahfoud: La porta socchiusa in "Fiore di biossido di Storia".
- Chems al Ouni:Abasso la maschera! in "Poema dall Usita".
- Mourad ben Mansour: Lingua d'esplosione e tema di fantascienza (Tesi).
- Walid Soliman:YR, viaggiatore di tempo moderno.
- Yr, verso uno nuovo ordine poetico (biografia)